# Silent Lucidity
«Silent Lucidity» es una power ballad de la banda estadounidense de metal progresivo Queensrÿche. Fue lanzado en el lado A de la banda el quinto sencillo del álbum Empire de 1990. La canción alcanzó el puesto # 9 en el Billboard Hot 100 y en el # 1 en el Billboard Rock Tracks. La canción fue compuesta por el guitarrista Chris DeGarmo. Queensryche interpretó la canción en vivo en los Premios Grammy de 1992, con una orquesta de apoyo.
La canción fue grabada con orquestas muy profundas. A menudo, la orquesta no es relegado a un segundo plano, sino que es muy prominente, como en la segunda mitad de la sección instrumental (3:16 timestamp - 3:51).
Al final de la canción (5:26), un violonchelo o doble bajo toca el tema de la Canción de cuna tradicionales de Brahms - las palabras típicas de traducción Inglés es "Canción de cuna, y buenas noches, duérmete pequeño bebé".
«Silent Lucidity» ocupa el puesto # 21 en las mejores Power Ballads de VH1.

## Canciones
1. «Silent Lucidity» -5:47
2. «The Mission» (en vivo) -6:17
3. «Eyes of a Stranger» (en vivo) -8:03